# Loving You (電視劇)
《Loving You》（韓語：러빙 유）是韓國KBS2於2002年7月至9月期間，韓國時間逢星期一、二，晚上9時50分播放的月火迷你連續劇，由柳真、朴容夏、李棟旭、李幼梨等演出。劇名原定為《人魚公主》（인어공주），但為避免與MBC於同年6月底首播的《人魚小姐》混淆，因此將劇名改為《Loving You》。但在臺灣的台視播出時，劇名為《美人魚》。

## 劇情介紹
李赫是一個初出道的導演，在出海拍攝時遇上風浪與同伴跌落海，幸好被陳多莉救起，但他的同伴卻死了，在趕往醫院時，多莉的父親同時也被人推落懸崖摔死。1年後，李赫不再拍電影，經營著一間咖啡店，也在農場幹活；李赫同父異母的弟弟李民夢想成為一個導演，他不靠父親的支援，帶著朋友到哥哥的咖啡店，一邊打工籌集經費，一邊進行電影的拍攝工作，並找來多莉當女主角。趙修晴也是劇組成員之一，她因為李民的家世而追著他，後來，她知道李民父親公司的大部份資產將傳給李民的哥哥李赫時，便開始接近李赫。在拍攝電影的過程中，李民找來哥哥幫忙，在李赫與多莉的相處中，兩人漸漸墮入愛河，但多莉此時發現父親生前工作的公司是李赫父親的，而且他與多莉父親的死有關。

## 演員表
- 柳真 飾演 陳多莉
- 朴容夏 飾演 李　赫
- 李棟旭 飾演 李　民
- 李幼梨 飾演 趙修晴

## 外部連結
- 本劇韓國KBS官方網站 
- 台視官方網站 （页面存档备份，存于）（繁體中文）
- 臺灣東森官方網站（繁體中文）
- Daum上《Loving You》的資料

| KBS2 月火劇                                   | KBS2 月火劇                                | KBS2 月火劇 |
| --------------------------------------------- | ------------------------------------------ | ----------- |
|                                               | Loving You （2002年7月29日－2002年9月3日） |             |
| 無法阻擋的愛 （2002年5月20日－2002年7月23日） | 天國之子 （2002年9月9日－2002年10月15日）  |             |

| 臺灣 台視 星期一至五 20:00 - 21:00         | 臺灣 台視 星期一至五 20:00 - 21:00       | 臺灣 台視 星期一至五 20:00 - 21:00 |
| ------------------------------------------ | ---------------------------------------- | ---------------------------------- |
|                                            | 美人魚 （2003年3月24日－2003年4月15日）  |                                    |
| 少年史艷文 （2003年3月4日－2003年3月21日） | 君臣情深 （2003年4月16日－2003年6月9日） |                                    |